# Jorge Pérez Tedesco
Jorge Pérez Tedesco war ein argentinischer Cellist.
Pérez Tedesco studierte am Konservatorium Manuel de Falla Gitarre und Cello bei Abelardo Veiga und Leo Viola. Nach dem Abschluss mit einer Goldmedaille im Fach Cello vervollkommnete er seine Ausbildung bei Boris Pergamenschtschikow, Eduardo Valenzuela, Antonio Lysy und Menahem Pressler (Kammermusik). Er wurde beim Concurso Nacional de Interpretación Musical des argentinischen Kultusministeriums ausgezeichnet und erhielt als Mitglied des Cuarteto Argentino ein Ehrendiplom für Kammermusik der Fundación Konex.
Als Kammermusiker ist er Mitglied der Los violonchelistas de Buenos Aires, des Quinteto CEAMC und der Solistas de Música Contemporánea. Er war Gründungsmitglied des Trio Argentina und tritt im Duo mit der Pianistin Beatriz Pedrini auf. Außerdem arbeitete er als Solist mit verschiedenen Sinfonieorchestern und ist Solocellist des Orquesta Sinfónica Nacional.